# Soldado de primera
En las Fuerzas Armadas, soldado de primera es una graduación del Ejército de Tierra, de la Infantería de Marina y del Ejército del Aire. Hay una graduación equivalente en la Armada Española, marinero de primera, aunque a efectos prácticos se usa como una distinción militar.
En el ámbito de los países que forman parte de la OTAN, al grado de soldado de primera le corresponde el código OR-2 según la norma STANAG 2116 que estandariza los grados del personal militar.

## Historia
Antaño, la elección de los «soldados de preferencia»  [sic] del Ejército de Tierra se hacía en la forma dispuesta en la Orden de 20 de agosto de 1846 y en el Decreto de 9 de agosto de 1889; tenían los mismos deberes que el resto de los soldados pero estaban exentos de los servicios de cocina y aguadores, y no podían ser empleados como asistentes. Podían reemplazar a los cabos cuando fuese necesario y, por este motivo, además de saber leer y escribir debían estar enterados de las obligaciones del cabo.

## Actualidad
Se utiliza en la actualidad más como una distinción que como una graduación militar: un soldado de primera realiza las mismas funciones y cometidos que el resto de los soldados y no tienen diferente sueldo que estos (están declarados a extinguir). 
Normalmente se suele proponer al soldado para esta graduación a modo de distinción, que conceden los jefes de Estado Mayor de los Ejércitos y Armada con motivo de la Pascua Militar (6 de enero), de la proclamación del rey Felipe VI de España (19 de junio) y del día de la Hispanidad (12 de octubre); por sus jefes de Unidad como reconocimiento a la trayectoria profesional, disciplina e intachable conducta. En la Armada se denominan marineros de primera. 
El nombramiento de soldado o marinero de primera se publica en el Boletín Oficial del Ministerio de Defensa (BOD).

## Divisas

Divisa de soldado de primera, Ejército de Tierra
Divisa de marinero de primera, Armada
Divisa de soldado de primera, Infantería de Marina
Divisa de soldado de primera, Ejército del Aire
Divisa de guardia primero, Guardia Civil